# Aciturri Aeronáutica
Aciturri Aeronáutica es una empresa aeronáutica española con sede en Miranda de Ebro (Burgos, España). Componen el grupo las empresas Aciturri Aerostructures, Aciturri Aeroengines, Aciturri Engineering, Aciturri Assembly y Aciturri Additive Manufacturing. Aciturri Aeronáutica es uno de los principales líderes del sector aeronáutico en España gracias a sus contratos con Boeing, Rolls-Royce o Airbus. La compañía está presidida por Ginés Clemente.

## Historia
En 1977 se funda en Miranda de Ebro la empresa Mecanizados Ginés, un taller de mecanizado de precisión que ha sido certificado por las normas PECAL 120 (1987), ISO 9001 (1998) e ISO 14001 (2003). En 1994 se constituye Spasa (Subcontratación de Proyectos Aeronáutico S.A.) en Berantevilla (Álava). En 1995 la compañía introduce una nueva tecnología de mecanizado: la electroerosión.
En 2001 y 2002 se crean Castle Aero e Index respectivamente. Más tarde se creó Aciturri Aeronáutica como un grupo que englobó las 4 factorías mirandesas. En el año  2008, el Grupo Aciturri adquirió el 54% de Aries Complex, una empresa dedicada a la fabricación de material aeronáutico composite, que posee factorías en Tres Cantos (Madrid) y Boecillo (Valladolid).
En 2009, Madrigal Participaciones, entró en Aciturri con una inversión de 15 millones de euros, que más tarde amplió a 30 M€. Ese mismo año, Aciturri recibió el premio de Mejor Empresa 2009 otorgado por FEMEBUR. En el año 2010 compró Aerosur, que cuenta con instalaciones en Sevilla y Cádiz. Aciturri sumó a sus 700 empleados los 280 con los que contaba Aerosur.
En 2019 adquirió Alestis Aerospace.

## Cifras

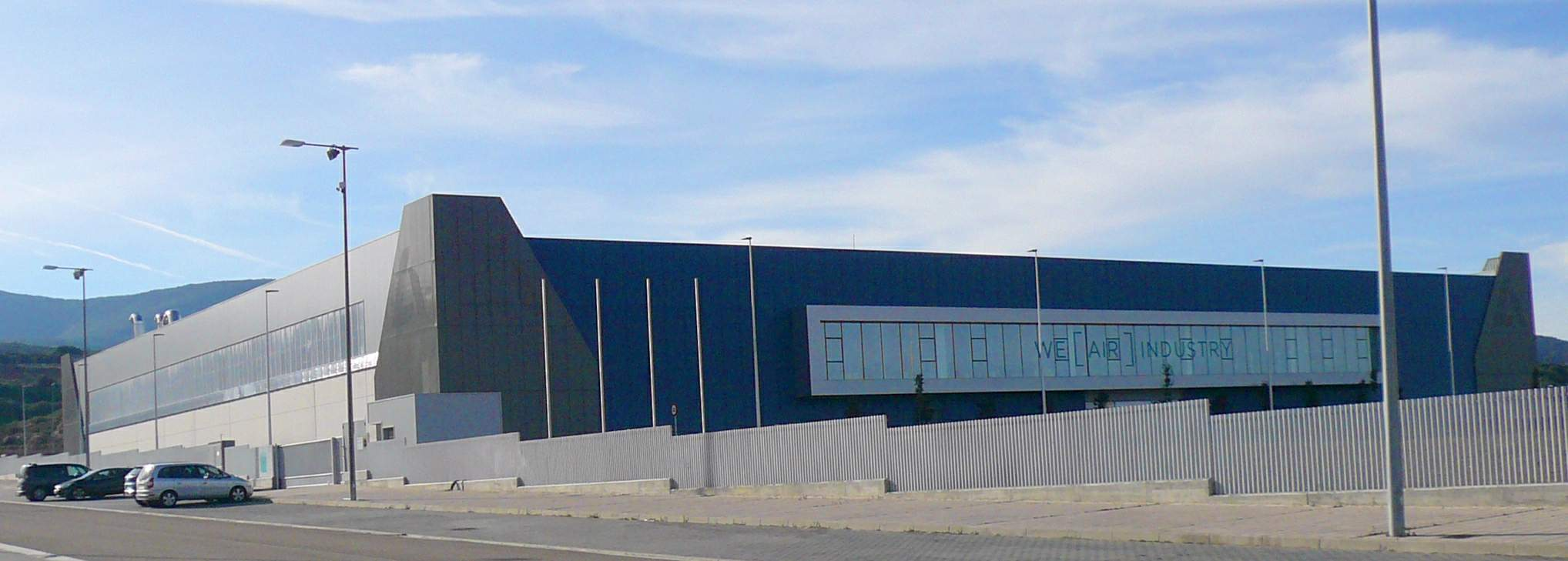
Planta de Aciturri Aeroengines en el Polígono Industrial Ircio (Miranda de Ebro)

- La compañía estaba valorada en octubre de 2009 en unos 115 millones de euros.[3]
- Cuenta con centros de trabajo en Miranda de Ebro (3), Berantevilla, Boecillo, Tres Cantos, Sevilla y Gijón.
- Aciturri cuenta con unos 1440 empleados

En mayo de 2010, la compañía estaba repartida de la siguiente manera:
- Aciturri S.L (Familia Clemente Zárate) (51,24%)
- Madrigal Participaciones (17,88%)
- Caja Duero (15,85%)
- Caja de Burgos 12,81%
- ADE Parques Tecnológicos de la Junta de Castilla y León (2,33%)